# Biting (Pejawaran)
Biting is een bestuurslaag in het regentschap Banjarnegara van de provincie Midden-Java, Indonesië. Biting telt 1533 inwoners (volkstelling 2010).